# John Anthony Walker
Pour les articles homonymes, voir Walker et John Walker (homonymie).

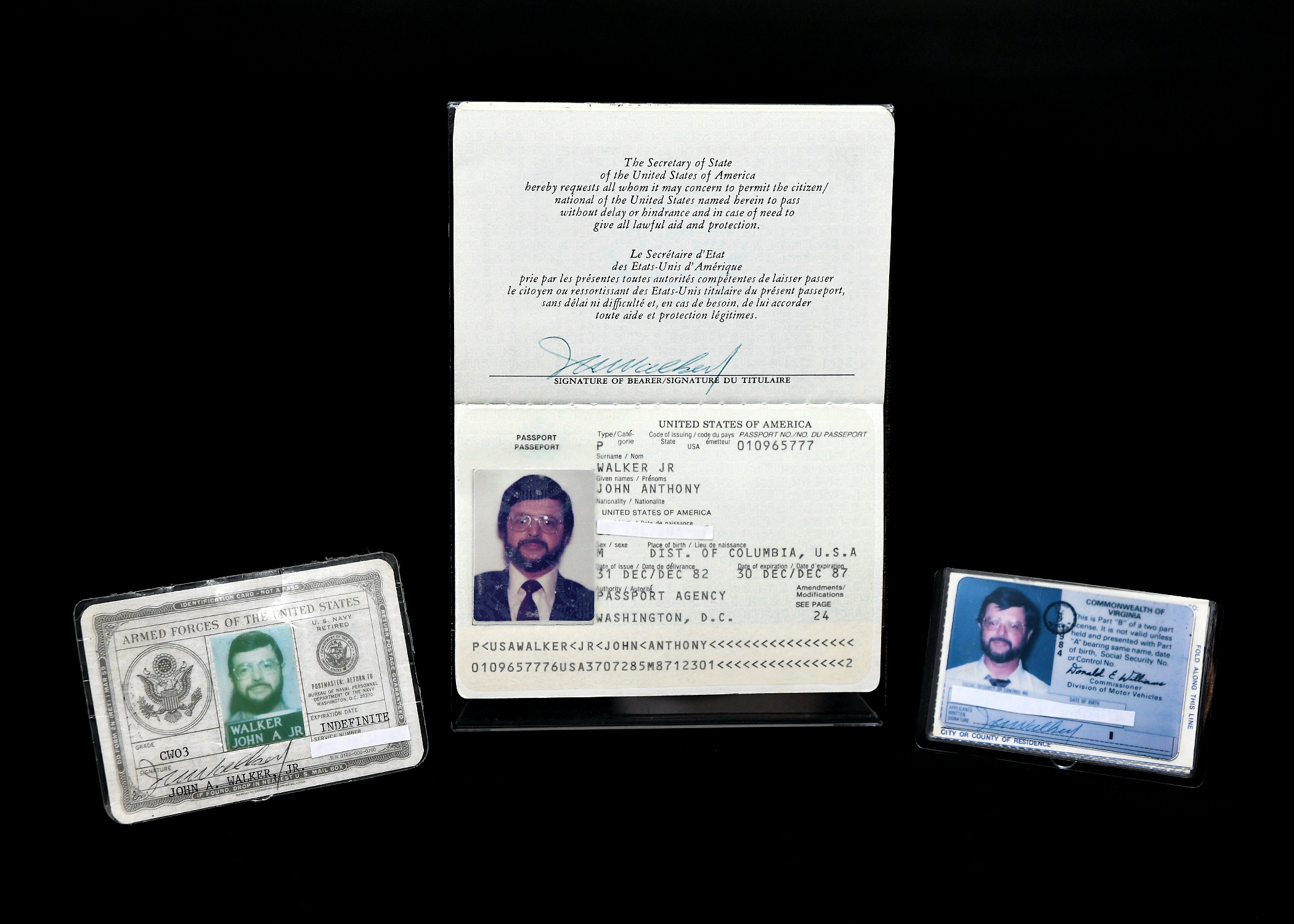
Photographie de la carte d'identité de la marine, du passeport et du permis de conduire de John Walker.

John Anthony Walker, Jr., né le 28 juillet 1937 à Washington et mort le 28 août 2014 au complexe correctionnel fédéral de Butner, était un officier marinier supérieur spécialiste des communications de l'US Navy, qui espionna pour le compte de l'Union soviétique de 1968 à 1985. C'est l'une des affaires d'espionnage les plus dommageables des États-Unis. 

## Biographie
John Walker est né à Scranton en Pennsylvanie et a eu une enfance malheureuse avec des parents séparés et alcooliques. Il abandonna le lycée sans diplôme et s'engagea dans l'US Navy en 1955. Il s'y montra compétent et devint Chief Warrant Officer affecté à des postes sensibles des communications. 
En 1968, ayant des problèmes d'argent, Walker entra à l'ambassade soviétique de Washington et offrit des informations classées secret défense en échange d'argent. Il poursuivit son activité d'espionnage pendant plus de dix-sept ans, fournissant régulièrement au KGB des cartes de clés de chiffrement et des informations sur les machines à chiffrer. Il recruta comme complices un de ses collègues, Jerry Alfred Whitworth, puis son frère, Arthur James Walker, et son propre fils, Michael Lance Walker. 
Selon le transfuge du KGB Vitali Iourtchenko, le réseau Walker était l'opération la plus importante du KGB et les informations obtenues auraient permis de décrypter un million de messages de la marine américaine. 
Les membres du « réseau Walker » furent arrêtés après que l'ex-épouse de John, Barbara Walker, eut informé le Federal Bureau of Investigation en 1985. John Walker plaida coupable et témoigna contre Whitworth dans le cadre d'une peine négociée clémente pour son fils. John Walker et Arthur Walker furent tous deux condamnés à perpétuité et sont décédés en prison en 2014. Jerry Whitworth fut condamné à 365 ans de prison. Michael Walker fut condamné à 25 ans de prison et fut libéré après 15 ans.